# Накладка грифа

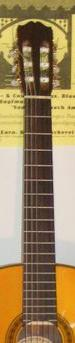
Гитарная накладка с ладами

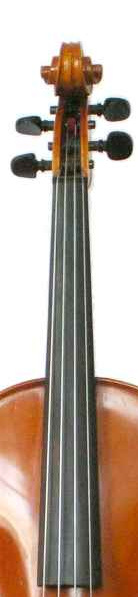
Накладка скрипки без ладов

Накладка — деталь струнного музыкального инструмента в виде длинной тонкой полоски из дерева, приклеенной к лицевой части грифа, над которой протянуты струны. При игре на таком инструменте музыкант прижимает струны к накладке, уменьшая длину их колеблющейся части, чтобы изменить высоту звука.

## Лады

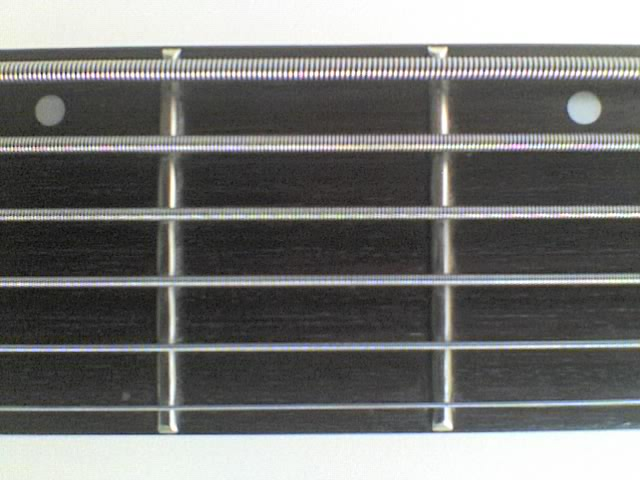
Накладка шестиструнной бас-гитары

Накладка может быть с ладами — выступающими перпендикулярно струнам полосками твёрдого материала, к которым струны прижимаются. Лады позволяют музыканту легко прижимать струну в одном и том же месте, а также меньше заглушают колебания, чем мякоть пальцев. Лады могут быть фиксированными, как на гитаре или мандолине, или подвижными, как на лютне.
Накладки также могут быть и без ладов, какие они обычно на смычковых инструментах, где поглощение колебаний пальцами не проблема в силу непрерывного звукоизвлечения смычком. Безладовые накладки дают музыканту больший контроль за мелкими изменениями высоты звука, но обычно считаются сложнее в освоении интонирования.
Накладки гитар со стальными струнами и электрогитар могут оснащаться врезными метками на некоторых ладах (3, 5, 7, 9 или 10, 12, 15, 17, 19 и 21). Обычно они наносятся и на торец накладки, где исполнителю их легче увидеть. 12-й (и 24-й, если присутствует) лад имеет другой знак (например, две метки), чтобы обозначить октаву. Классические гитары не имеют врезных меток, но некоторые исполнители, особенно начинающие, самостоятельно наклеивают метки на торец накладки.

## Материалы
Для смычковых струнных инструментов (как скрипка, альт, виолончель или контрабас) накладки, обычно, изготавливают из чёрного дерева, палисандра или другой твёрдой древесины. На некоторых гитарах кленовые накладка и гриф сделаны из одного куска дерева. Некоторые современные скрипичные мастера используют для накладок не древесину, а другой материал (например, углеродное волокно).

## Параметры

Взгляд на накладку со стороны верхнего порожка. Схема и основные параметры

Обычно накладка — это длинная прямоугольная пластина. На гитаре, мандолине, укулеле или похожих щипковых инструментах накладка плоская и широкая, но может иметь и форму цилиндра или конуса с относительно большим радиусом кривизны, по сравнению с шириной накладки. В спецификациях струнных инструментов параметр радиус обозначает радиус кривизны накладки у верхнего порожка.
Многие смычковые инструменты имеют отчётливо видную кривизну накладки, верхнего и нижнего порожка. Это нужно, чтобы иметь возможность провести смычком по каждой струне в отдельности.
Длина, ширина, толщина и плотность накладки могут влиять на тембр инструмента.
Большинство накладок могут быть полностью описаны следующими параметрами:
- w1 — ширина верхнего порожка (того, что у головки грифа), м;
- w2 — ширина в середине мензуры (если накладка с ладами, то это обычно на 12 ладу), м;
- h1 — толщина у верхнего порожка, м;
- h2 — толщина в середине мензуры, м;
- r — радиус (может меняться на протяжении накладки), м.

### Радиус

График функции r(x) — функции типичного профиля накладки

В зависимости от значения радиуса r и его изменения на протяжении накладки, накладки можно разделить на следующие четыре категории.
| 1 | Плоские        | И верхний, и нижний порожки плоские. Струны расположены в одной плоскости, и инструмент не имеет радиуса (то есть радиус бесконечен).                                          | {\displaystyle r=\infty } |
| 2 | Цилиндрические | Накладка, верхний и нижний порожки имеют постоянный и одинаковый радиус (но строго говоря, накладка имеет немного меньший радиус, чем порожки).                                | {\displaystyle r=r_{1}=r_{2}=const} |
| 3 | Конические     | Накладка имеет переменный радиус, обычно линейно растущий от {\displaystyle r_{1}} до {\displaystyle r_{2}}. Верхний и нижний порожки закруглены, но у верхнего радиус меньше. | {\displaystyle r(x)=r_{1}+{\frac {x}{l}}(r_{2}-r_{1})} |
| 4 | Смешанные      | Не являясь строго коническими, эти накладки скривлёны у верхнего порожка и прямые у нижнего. Накладка скривлена на всех участках, но не является строго конической.            | {\displaystyle r(x)=f(x)}, обычно {\displaystyle r(l)=\infty }, где: - {\displaystyle l} — мензура, м; - {\displaystyle x} обозначает точку на протяжении накладки. {\displaystyle x} изменяется от 0 (у верхнего порожка) до {\displaystyle l} (у нижнего порожка); - {\displaystyle r(x)} описывает зависимость радиуса накладки от выбранной на ней точки; - {\displaystyle f(x)} — нелинейная функция. |

Классические гитары, некоторые 12-струнные гитары и немногие из гитар со стальными струнами имеют плоскую накладку. Почти все остальные гитары имеют хоть небольшую, но кривизну. Хотя некоторые пяти- и шестиструнные электробасы плоские.
Считается, что гитары с маленьким радиусом (9-10 дюймов) удобнее для игры аккордами и ритма, а гитары с большим радиусом (от 12-16 дюймов до бесконечности) — для быстрого солирования. Конические и смешанные накладки имеют обе эти особенности. Около верхнего порожка радиус меньше и легче брать аккорды. Ближе к нижнему порожку радиус накладки больше и удобнее солировать, устраняется эффект дребезга струн об лады при бендах («fretting out»).

## Скаллопирование
Скаллопирование — процесс вырезания в материале накладки углублений между ладовыми порожками. Форма углублений обычно цилиндрическая (если обрабатывается весь лад), или коническая (если обрабатывается часть лада: например, только под струнами-дискантами на верхних позициях грифа). Глубина выборки может варьироваться от неглубокого до глубокого скаллопирования.
В результате получается такая поверхность, прижимая к которой струны, пальцы исполнителя не касаются ничего, кроме самих струн.
Скаллопирование обычно производится опиливанием (или сошлифовыванием) древесины между ладовыми порожками. Работы требуют аккуратности и больших затрат времени, поэтому скаллопирование дорого — скаллопированные накладки чаще встречаются на заказных инструментах и на некоторых высококлассных моделях гитар.
Скаллопирование может быть:
- полным, когда все лады от первого до последнего скаллопированы;
- частичным, когда несколько последних ладов (ближе к нижнему порожку) скаллопированы для быстрого солирования. Например, скаллопирование наполовину (от 12 лада до конца) или только нескольких ладов (19-24, 17-22, и т. д.), используется такими гитаристами, как Стив Вай.

Нужно знать, что опиливание древесины во время скаллопирования затрагивает инкрустацию, поэтому накладки со сложной и запутанной инкрустацией обычно не скаллопируют, поскольку это повредит узор. Простые метки в виде точки или квадрата хорошо переносят скаллопирование. Если же они стираются, их не трудно восстановить новыми.

### Достоинства и недостатки
«Волнистая» форма скаллопированных накладок несколько изменяет способ игры на инструменте: струна соприкасается только с ладами и с подушечкой пальца, но не с накладкой, поэтому сила трения при бендах или вибрато меньше, что даёт исполнителю больший контроль. Другое достоинство — исполнителю нужно прикладывать меньше усилий, чтобы струна звучала, чем при использовании нескаллопированной накладки. Это позволяет играть быстрее, поскольку не нужно тратить много усилий на вжимание каждой ноты.
Однако, это является и одним из главных недостатков: многие исполнители, особенно начинающие, могут посчитать скаллопированную накладку слишком отличающейся, чтобы было легко на ней играть. И требуется практика, чтобы хорошо играть на скаллопированной накладке. Исполнитель должен сначала привыкнуть не просто прижимать струну к накладке — требуется осторожный баланс давления, так как слишком сильное нажатие может изменить высоту извлекаемого звука, как при бенде, а слишком слабое нажатие может вызвать дребезг. В результате большинство исполнителей выбирают традиционную накладку.

## Изгиб накладок
Безладовые накладки обычно имеют вогнутую форму по всей длине, так что если приставить к поверхности линейку параллельно струнам, то в середине останется просвет. Как правило со стороны басовых струн изгиб накладки больше, чем со стороны дискантных. Разный материал струн и разные стили игры могут потребовать разного изгиба; струны из кишки требуют самого сильного, а стальные — наоборот. Типичная полноразмерная скрипка с синтетическими струнами G, D и A имеет под струной G изгиб накладки с просветом в 0.75 мм, и с просветом 0—0.5 мм — под струной E, которая обычно стальная на современных инструментах.
На гитарах, особенно со стальными струнами, изгиб накладки регулируется с помощью анкера внутри грифа. Ослабление анкерного стержня позволяет увеличить изгиб, и наоборот. Классические гитары не нуждаются в анкере в силу слабого натяжения нейлоновых струн, но всё равно должны иметь небольшой изгиб.